# Rio dos Touros
Rio dos Touros är ett vattendrag i Brasilien.   Det ligger i delstaten Rio Grande do Sul, i den södra delen av landet, 1 400 km söder om huvudstaden Brasília.
I omgivningarna runt Rio dos Touros växer huvudsakligen savannskog. Trakten runt Rio dos Touros är nära nog obefolkad, med mindre än två invånare per kvadratkilometer.